# 松戸競馬場

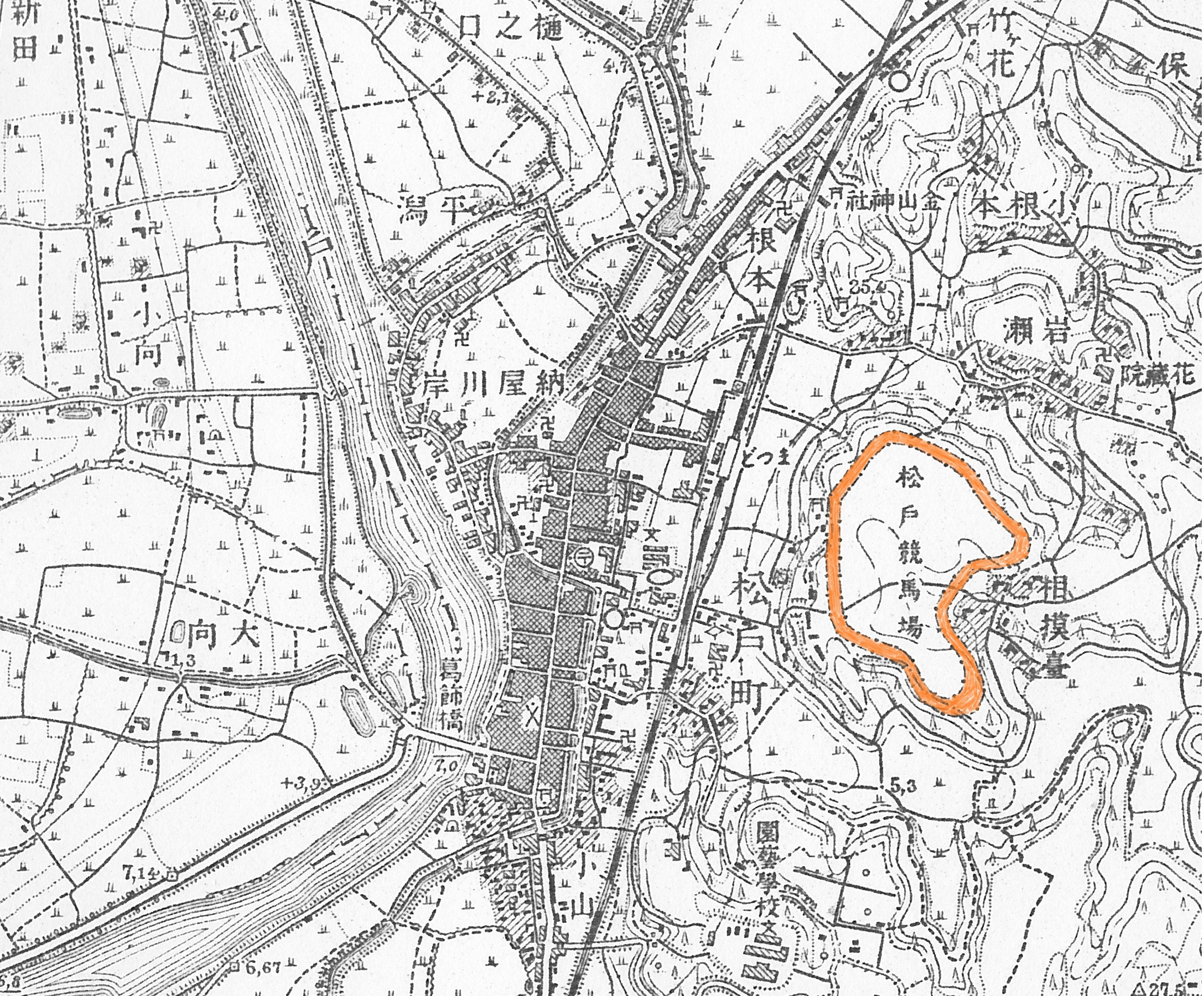
1917年(大正6年)松戸中心部地図。着色した部分が競馬場の走路。観客席は西南西側

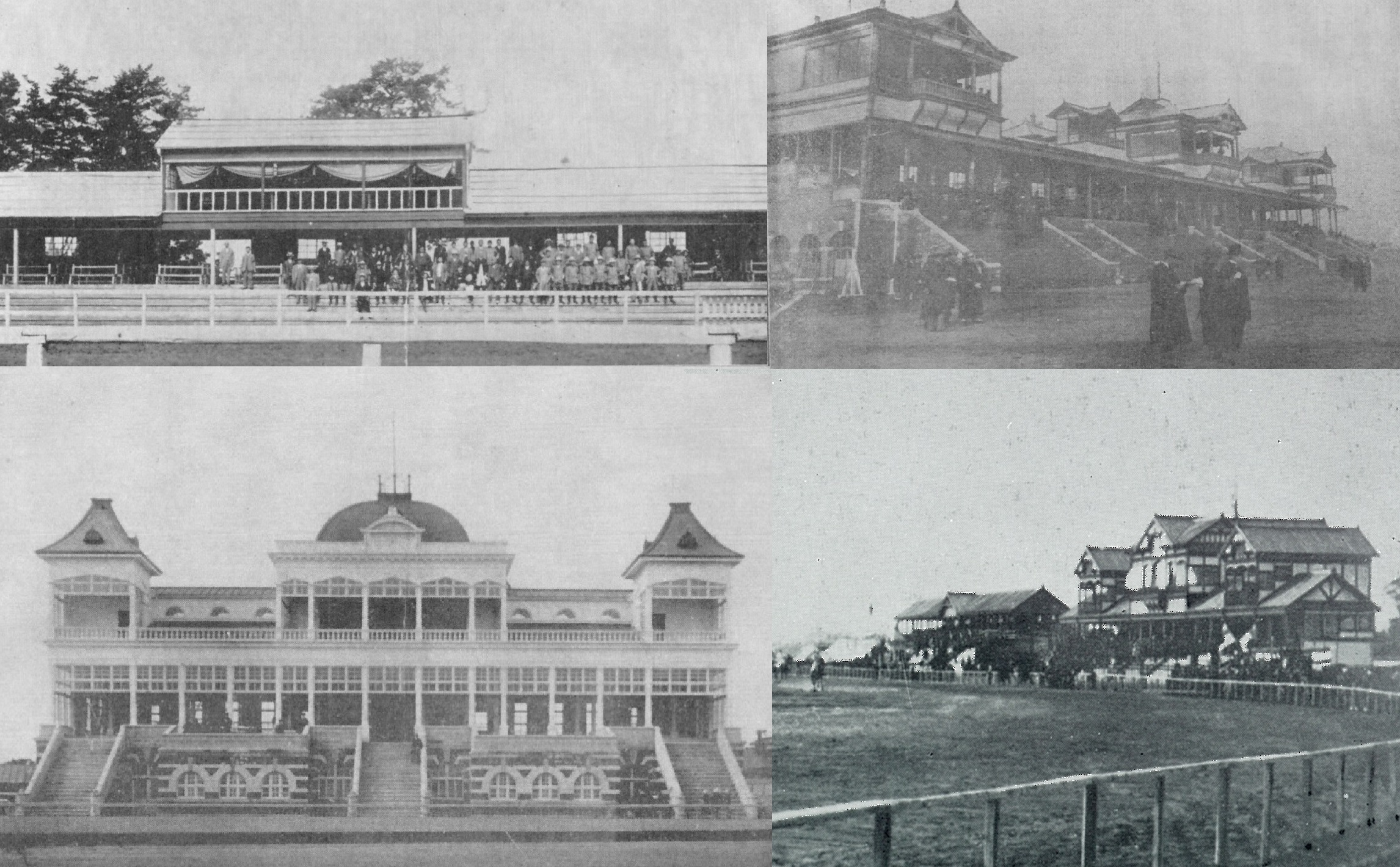
1907-1908年(明治40-41年)の関東地方の競馬場メインスタンド。松戸競馬場（左上）、目黒競馬場（右上）、川崎競馬場（左下）、池上競馬場（右下）。各競馬場とも1号館（1等席）。各画像とも縮尺は異なる。他の競馬場に比べて松戸競馬場の施設はとびぬけて粗末であると言われた。

松戸競馬場（まつどけいばじょう）は、1907年 (明治40年) から1919年 (大正8年) まで千葉県東葛飾郡松戸町（現在の松戸市）、松戸駅の東側の丘陵地帯（2018年現在、跡地には聖徳大学や松戸中央公園、松戸一中、相模台小学校がある）にあった競馬場。
馬券黙許時代の1907年総武競馬会が企画・開場した。
松戸競馬場は狭隘でしかも曲がりくねった走路を持つ、馬券黙許時代には施設も運営も粗末だと批判を受けた競馬場である。また払い戻しのごまかしなどの不正が多く行われ、騒動が多く持ち上がり、競馬会がヤクザ・ゴロツキを雇って観客のクレームを封殺するなどして、世間の指弾の的になった。1908年 (明治41年) 10月に馬券が禁止され、時代は補助金競馬時代に移り、総武競馬会は社団法人松戸競馬倶楽部に組織替えして競馬を開催した。
1919年 (大正8年) 、日本陸軍に接収され陸軍工兵学校敷地になり、松戸競馬倶楽部は千葉県中山村（現在の市川市）に競馬場を移転し中山競馬倶楽部に改名した（旧中山競馬場）。現在の中山競馬場の前々身にあたる。

## 前史
明治末までの日本では、馬券発売を伴う競馬は外国人が経営する横浜競馬場でのみ行われていた（横浜競馬場を唯一の例外として、明治時代には賭博は禁止されている）。その中で日清戦争や北清事変、日露戦争で軍馬に使った日本馬の劣悪さに悩んだ軍や政府の馬匹改良を求める声が高まる中、馬匹改良を目的として馬券発売を伴った競馬の開催を認める機運が高まっていった。1906年（明治39年）4月、この機運を感じ取った興行師たちは上野不忍池で競馬を開催する（明治17年から25年までの上野不忍池競馬とはまったく別物）。三日間の興行だったが一人50銭の入場料を払った観客が押し寄せ満場の人出となり露店も店を連ね、金をかけるものも多く（闇賭博である）盛況を極めたが、上野不忍池の競馬は非公認のため1回の興行のみで終了する。上野不忍池で競馬を行った興行師たちは内紛を起こし、喧嘩別れした興行師の1派は千住で非合法な闇競馬を行い、もう1派は松戸に移動する。
一方、この競馬を認める機運の中で、政府から正式に認可と馬券発売の黙許を得た東京競馬会は陸軍や政府、横浜競馬場の支援を受け1906年(明治39年)11月池上競馬場を開場させる。馬券黙許時代の始まりである。第一回池上競馬は大成功を収め、東京競馬会は多大な利益を手にする。池上競馬が多大な利益を上げたのを見て全国各地で競馬場建設が企画される。1908年(明治41年)には全国で15か所の競馬場で馬券を売る競馬が行われた。賭博というものに免疫のなかった明治の日本人は賭博の魅力に取りつかれ、馬券黙許時代は日本競馬史のなかで「競馬の狂乱時代」とも言われる混乱に満ちた競馬ブームを引き起こした。

## 松戸の闇競馬
上野不忍池で非公認競馬を行った興行師たちは内紛を起こして分裂し、1派は千住、1派は松戸に移動する。
池上競馬場開設の前、1906年(明治39年)10月25日から4日間、総武牧場団体競馬会と言う名称で、松戸駅東側の丘陵地帯に1周800メートルの馬場を設けて競馬が行われた。総武牧場団体競馬会は永岡啓三郎や河野広中、森下真、松戸町内の医師や商人たちで作る団体であったが、その実は永岡や地元らの団体は施設を提供するだけで、競馬の実施主体は上野以来の興行師たちであったという。悪評が立ち、地元民からは相手にされず、馬もわずか20-30頭しか用意できなかったという。東京や横浜から博奕好きが集まって賭けに興じていたが、この非公認競馬は警察の介入を受け、3日目からは入場料を無料としたものの観客は100人を超えない寂しいものだったという。

## 総武牧場株式会社
1906年(明治39年)11月池上競馬場が大成功を収め、運営する東京競馬会が多大な利益を手にしたのをみて、全国で競馬場の計画が多数持ち上がる。
松戸では永岡啓三郎や河野広中らが発起人となって総武牧場株式会社が設立される。総武牧場株式会社は競馬場の所有会社で、のちに作られる総武競馬会は競馬を実施する法人であり、両者のメンバーは同一である。馬券黙許時代、横浜と池上以外の全国の競馬場では競馬を実施する競馬会と競馬場の所有会社を分けた。公益法人である競馬会は利益を自由に処分できないので、競馬場の所有会社に高額な使用料を払う形で自由に処分できる利益を手にしたのである。もちろん競馬場所有会社は競馬会のトンネル会社である。総武牧場株式会社の設立は1906年(明治39年)12月7日、総武競馬会は1907年(明治40年)7月12日である。総武牧場株式会社は永岡啓三郎ほかの所有する6町6反6畝余り(66000㎡)の土地を借入、設立まもない12月20日競馬場の建設工事を始め、翌年(明治40年)3月9日竣工する。総武競馬会（実情は総武牧場株式会社と一体）の経営者たちは安田伊左衛門には壮士の如き人と呼ばれている。この場合、壮士は決して良い意味では使われていない。

## 松戸競馬場施設
松戸競馬場は松戸駅東正面の丘にあり、交通の便は良かった。しかし、松戸競馬場の施設は劣悪で知られている。丘の上の狭隘な土地に無理にコースを作り、馬券発売が出来る法人として競馬会が政府から認可を受けるための条件の一つは1周1マイル以上の馬場を持つことだったので丘の上の狭隘な土地で1マイルのコース長を確保するためコースは曲がりくねっていた。急な左カーブの次は右カーブになりまた急な左カーブが続く。曲がりくねった難コースで落馬は多く、明治45年の春季初日では7レース中5レースで落馬している。厩舎はバラックで30頭しか収容できず多くの競走馬は野ざらしである。メインスタンドも同時期の他の競馬場とは比較にならない粗末なもので作りも粗雑なものであったという（画像を参照）。目先の利益優先で施設に金をかける気はなかったのだろうと言われている。施設や運営の粗末さに新聞には「不埒千万松戸競馬会」とまで書かれている。ちなみに丘の上に作られた松戸競馬場は競馬施設としては劣悪だったが、見晴らしは良好で紅葉時の展望は素晴らしかったという。

## 総武競馬会設立
1907年(明治40年)3月9日、総武牧場株式会社が建設する松戸競馬場は粗末な施設ながら完成し、同年7月、松戸で競馬を行う公益法人として総武競馬会が認可・設立される。認可された総武競馬会は同年9月、明治40年春季競馬を開催する。9月なのに春季としたのは、当時、競馬は年2回（春季・秋季）各4日間開催されるものだったからである。9月の初開催を春季開催だということにすれば、明治40年秋季としてもう一回競馬を開催できる。総武競馬会は認可を受けるに当たって事業目的を「競馬の開催並びに付帯事業として馬術練習所を開設し博く会員を募集し馬事思想の普及を図る」としたため、1907年(明治40年)1月に向島に1200坪の土地を買って馬術練習所を設けている。

## 松戸競馬の開催（総武競馬会時代）
記念すべき松戸競馬の初回(明治40年春季)は1907年(明治40年)9月22,24,29,30日の4日間行われた。4日間の総レース数は40レース。馬は内国産抽籤新馬が24頭、豪州産抽籤新馬が8頭、内国産馬45頭、豪州産抽籤馬が14頭の合計で91頭。第二回目となる明治40年秋季は1908年(明治41年)1月、第三回目の明治41年春季は1908年(明治41年)6月、総武競馬会として最後になる明治41年秋季は10月の2,3,4日に行われている。
帝国鉄道庁は松戸競馬の開催日には定時運行に加え上野-松戸間に臨時列車も運行した。増便本数は午前の上野発松戸行きが4本、午後の松戸発上野行きが3本である。

## 不正の横行と新聞による糾弾
総武競馬会時代（馬券黙許時代）の松戸競馬は様々な不正が行われたと噂され、騒動が持ち上がり、マスコミの糾弾を受けている。

### 競馬会の不正
松戸競馬の不正として報じられた不正はマスコミには多種多様な手口が書かれている。第一回開催では馬券の記載が暗号ペンチというもので印をつけただけなので馬券を買った観客には記載内容がわからない。観客が買った馬券が当たったので払い戻しを受けに行くとその馬券は違う馬の物だと言って払い戻しを拒否したという。
批判を浴びて1908年(明治41年)の開催では馬券には開催日、レース回数、馬番が明記されるようになったが、競馬会の人間が発売締め切り後にこっそりと馬券をポケットに入れ（売れてもいない馬券が売れたことにする）、あるいは競走が始まってから形勢を見て勝ちそうな馬の馬券を競馬会の人間が買うといったことも行われたという。いずれの手口でも正規に馬券を買った観客には払い戻し額が正規の計算より低額になるわけである。
これらの不正に観客が事務所に抗議に行くと競馬会は雇ったゴロツキを使ってこれを封殺したという。

### 観客の加熱
明治の日本では一切の賭博は禁止され、わずかに横浜でのみ例外的に馬券が売られている状況で、一気に全国で無制限の馬券を伴う競馬が開催され出したのである。賭博というものに免疫のなかった日本人は一気に賭博の「興奮と熱狂」につつまれていった。仕事を放りだして競馬場に通い詰める者が続出し、身の丈を超えて多額の馬券を買って破産し娘を売る者、店の金に手を付ける者、泥棒に及ぶ者、競馬で財産を失って首を吊る者が現れた。松戸に限ってもニューヨーク生命保険会社日本支店社員が会社の金を持ち出して松戸競馬で使い果たす、三越の店員が回収した売掛代金を松戸競馬で使い果たして逮捕されるなどの事件が起こる。

## 馬券の禁止
馬券黙許時代の競馬会の不正や観客の混迷は、程度の差こそあれ、どの競馬場でも噂され、馬券発売を伴う競馬にはマスコミの糾弾が行われている。不正が噂される全国15か所の競馬場のなかでも松戸競馬場は施設も運営も最低だともっともはげしいマスコミの糾弾を受けた。
総武競馬会明治41年秋季開催終了直後に馬券発売は禁止される。松戸競馬秋季終了直後のタイミングで馬券禁止されたことについては安田伊左衛門が言うには、実は馬券発売は新刑法発令日の松戸秋季直前の10月1日に禁止される予定だった。しかし、経営者たちのガラが悪いことで知られる松戸競馬開催の前日に馬券を禁止したら騒動になると政府は恐れて松戸競馬開催が終わるまで通達を待ったという。
35-40円の値がついていた総武牧場株式会社の株（額面12円50銭）は馬券禁止通達後には2円以下になる。馬も1万円で取引されていた馬が1000円になってしまったという。
馬券禁止で各地の競馬場には政府から補助金が出ることになったが、競馬会が満足する額に遠く及ばす全国の競馬関係者は一斉に馬券復活運動に立ち上がる。補助金による競馬ではなく馬券を売る競馬を求める競馬会は明治42年春季は開催しなかった。国会が開かれていた東京に全国から競馬関係者が集合し、政府に馬券復活の請願活動を行う。この運動は激しくついに1909年(明治42年)春の衆議院では議員立法で提出された馬券を認める法案が通過した。しかし、政府と貴族院の抵抗は強く貴族院の反対によって結局は馬券禁止は覆ることはなかった。この後の日本競馬は政府の補助金によって行われる補助金競馬時代に移行する（馬券発売が認められるのは1923年(大正12年)の競馬法成立を待たなければならなかった）。

## 総武競馬会から松戸競馬倶楽部へ
競馬が世論の指弾の的になり、政府は馬券を禁止するだけではなく、同一地方に複数の競馬団体や利益の抜け穴となるトンネル会社の存在を認めない方針をとった。
1909年(明治42年)春、政府は東京近郊の総武競馬会（松戸）、東京競馬会（池上）、日本競馬会（目黒）、京浜競馬倶楽部（川崎）、東京ジョッケー倶楽部（板橋）の5者を呼び合同を促す。しかし総武競馬会（松戸）のみはこれに従わなかった。松戸以外の4つの競馬会は合同して東京競馬倶楽部を作り政府はこれに20年間毎年8万円あまりの補助金を交付することに決めた。他の競馬会との合同を拒否した総武競馬会は馬政局の命令で明治43年社団法人松戸競馬倶楽部に組織変更し、競馬場の所有会社（利益のトンネル会社）である総武牧場株式会社から競馬場を買収した。明治43年以後は松戸競馬の所有者も開催者も松戸競馬倶楽部になる。松戸競馬倶楽部に対する政府の補助金は20年間毎年3,368円と決められた。（毎年3,368円と決められたが、実際には補助金競馬時代には入るとそれより多額の補助金が出されている。それでも東京競馬倶楽部の1/5以下の額である（後述）。）

## 松戸競馬倶楽部の開催
松戸競馬倶楽部は1910年(明治43年)以降は政府の補助金を運営資金として毎年春秋の2回各回3日間ずつの開催を行う。限られた補助金で運営される競馬は賞金も馬券黙許時代より大きく減額されている。馬券が発売できないので競馬開催費用として明治43年春期開催分として松戸競馬倶楽部へは政府から7420円の補助金が出された。この額は東京競馬倶楽部への補助金38,750円の1/5以下ではあるが、京都や小倉、藤枝などの競馬倶楽部と同じ金額である。補助金の内訳は抽籤馬購入補助900円、賞金6020円、施設修繕費500円。
松戸競馬倶楽部としての初開催は1910年(明治43年)春。馬券を売らない競馬は不人気で明治43年秋季初日には観客はわずか100人にも満たず（内、有料入場者は22人）、日曜日の三日目は快晴で紅葉狩りをかねて観客は増えたがそれでも有料入場者は34人しかいなかった。馬券を売らない競馬には競馬会側の熱意もなく、河野会長は初日二日目には姿を見せず、最終日に少し顔を出しただけだという。副会長に至っては顔すら見せなかったという。
松戸競馬倶楽部時代の松戸競馬では春秋の2回各3日間開催で1開催の3日間のレース数は17-23レース、出走数は32-54頭、賞金総額は4800円から6100円程度で行われていた（末尾データ参照）。馬券を売れた総武競馬会時代に比べ馬も賞金も大きく減っている。
総武競馬会時代には馬は内国産馬と豪州産馬のそれぞれのレースが組まれていたが、高価な豪州馬は明治45年になると姿を消し、松戸の馬は内国産馬のみになる。

## 勝馬投票の試み
馬券発売が禁止された補助金競馬時代はどの競馬場も閑古鳥が鳴く。そのなかで1913年(大正2年)宮崎競馬場、1914年(大正3年)目黒競馬場で景品券付き勝馬投票の試みを行う。翌1915年(大正4年)松戸でも勝馬投票を取り入れる。勝馬投票は馬券のようなものだが、禁止されている馬券と見なされないように現金で払い戻さず、当たった投票券は商品券で払い戻し。販売は入場券についた投票券（1円の1等入場券には投票券2枚、50銭の2等入場券には1枚）で投票し商品券の額も払い戻し枚数も制限があり、当たり投票が多いと抽選になる。松戸では勝馬投票100票を1組として、1等賞は呉服切手（商品券）5円が2枚、2等賞は呉服切手（商品券）1円が25枚まで交付される。勝利馬を当てた人が多ければ商品券は抽籤になる。。
勝馬投票は1レースあたり多い時で190票、少ない時で100票程度の売れ行きで、東京や横浜の競馬好きが松戸を訪れたという。馬券黙許時代には遠く及ばないものの勝馬投票開始後には観客も増えている。勝馬投票実施で朝夕に1本臨時列車も走ったという。馬券黙許時代のような混乱が起きないか馬政局からも監視がきたが、発売所は混雑もなく静粛だったという。

## 松戸競馬場の移転
松戸競馬倶楽部時代には流行ることもなかったが大きな問題も起こさず競馬を開催していたが、1919年(大正8年)、日本陸軍がこの地に工兵学校を作るため競馬場敷地を望む。当地は競馬場地としては狭隘で地形も悪いので松戸競馬倶楽部は陸軍の申し出を受け入れ、移転費一切は陸軍の負担で中山村と葛飾村にまたがる地に移転することになった。移転した松戸競馬倶楽部は中山競馬倶楽部と名を改め1920年(大正9年)に中山競馬を開催する。ちなみに中山競馬倶楽部は1923年(大正12年)の馬券発売許可時に内紛を起こしている。
1919年(大正8年)秋の開催を最後に松戸競馬場は廃止され、跡地は陸軍工兵学校となった。

## 松戸競馬場のデータ
| 総武競馬会時代     | 総武競馬会時代 | 総武競馬会時代 | 総武競馬会時代 | 総武競馬会時代           | 総武競馬会時代 | 総武競馬会時代 | 総武競馬会時代 | 総武競馬会時代 |
| 元号               | 年度           | 場所           | 開催日数       | 開催日                   | レース数       | 賞金額         | 競走馬数       | 馬券発売       |
| ------------------ | -------------- | -------------- | -------------- | ------------------------ | -------------- | -------------- | -------------- | -------------- |
| 明治               | 40             | 春             | 4              | 明治40年9月22,23,29,30   | 40             | 19,335         | 91             | ○              |
| 明治               | 40             | 秋             | 4              | 明治41年1月11,12,18,19日 | 41             | 29,725         | 100            | ○              |
| 明治               | 41             | 春             | 4              | 明治41年6月6,7,13,14     | 44             | 31,770         | 101            | ○              |
| 明治               | 41             | 秋             | 3              | 明治41年10月2,3,4日      | 41             | 30,075         | 148            | ○              |
| 松戸競馬倶楽部時代 |                |                |                |                          |                |                |                |                |
| 元号               | 年度           | 場所           | 開催日数       | 開催日                   | レース数       | 賞金額         | 競走馬数       | 勝馬投票       |
| 明治               | 43             | 春             | 3              |                          | 23             | 6,130          | 38             | ×              |
| 明治               | 43             | 秋             | 3              |                          | 22             | 6,450          | 40             | ×              |
| 明治               | 44             | 春             | 3              | 4月1,2,3日               | 20             | 6,405          | 34             | ×              |
| 明治               | 44             | 秋             | 3              | 11月17,18,19日           | 23             | 6,650          | 57             | ×              |
| 明治               | 45             | 春             | 3              | 4月26,27,28日            | 20             | 6,265          | 33             | ×              |
| 明治               | 45             | 秋             | 3              | 10月11,12,13日           | 20             | 6,640          | 41             | ×              |
| 大正               | 2              | 春             | 3              | 4月4,5,6日               | 20             | 6,430          | 38             | ×              |
| 大正               | 2              | 秋             | 3              | 10月12,13,14日           | 19             | 6,110          | 28             | ×              |
| 大正               | 3              | 春             | 3              | 4月3,4,5日               | 17             | 4,920          | 30             | ×              |
| 大正               | 3              | 秋             | 3              | 10月16,17,18日           | 17             | 4,840          | 28             | ×              |
| 大正               | 4              | 春             | 3              | 4月16,17,18日            | 17             | 4,795          | 32             | ○              |
| 大正               | 4              | 秋             | 3              | 10月22,23,24日           | 17             | 4,960          | 30             | ○              |
| 大正               | 5              | 春             | 3              |                          | 19             | 4,970          | 36             | ○              |
| 大正               | 5              | 秋             | 3              |                          | 19             | 4,800          | 29             | ○              |
| 大正               | 6              | 春             | 3              | 4月1,2,3日               | 20             | 5,173          | 33             | ○              |
| 大正               | 6              | 秋             | 3              | 11月23,24,25日           | 20             | 5,420          | 38             | ○              |
| 大正               | 7              | 春             | 3              | 4月5,6,7日               | 20             | 5,574          | 35             | ○              |
| 大正               | 7              | 秋             | 3              | 11月22,23,24日           | 20             | 5,594          | 40             | ○              |
| 大正               | 8              | 春             | 3              | 4月4,5,6日               | 20             | 5,300          | 28             | ○              |
| 大正               | 8              | 秋             | 3              |                          | 20             | 5,499          | 29             | ○              |